# Jos de Wit
Jos de Wit  (Hasselt, 27 juli 1954) is een Vlaams schrijver.
De Wit bracht zijn jeugd door in Lanaken, een grensgemeente bij Maastricht. Sinds 1978 woont hij in Hasselt, maar hij heeft een tweede verblijfplaats in Gelsenkirchen (Duitsland). Hij werkte als leraar Nederlands voor anderstalige nieuwkomers en is nu fulltime schrijver. In zijn boeken zijn ontheemding en vluchtelingenproblematiek terugkerende thema’s. Zijn personages zijn vaak 'grensgevallen', tragikomische figuren aan de rand van de samenleving, die zweven tussen fantasie en werkelijkheid en lijden onder hun onvermogen tot communicatie.
Zijn eerste gedichten en verhalen publiceerde De Wit in het Nieuw Wereldtijdschrift en De Gids.
De verhalenbundel Grensbewoners, die in 1997 verscheen, werd bekroond met de Vlaamse Debuutprijs en genomineerd voor de NCR-prijs. Het verhaal Turkse koffie won de  RABO-bank Lenteprijs. Een jaar later volgde Herinneringen van een tomatenkweker, waarin De Wit het verhaal vertelt van een terminale kankerpatiënt die een laatste wandeling maakt door zijn geboortestad Hasselt. In 2003 verscheen Koorddansers, opnieuw een verhalenbundel.
In 2011 schreef De Wit samen met de Hasseltse schrijver Ludo Enckels de thriller De mayonaisemoorden. Het hoofdpersonage is de rebelse speurder Kareem Zeiz van de Hasseltse federale recherche. De Mayonaisemoorden werd genomineerd voor de Diamanten Kogel. In 2012 schreven Enckels en De Wit het tweede deel in de reeks: Operatie Monstrans. Operatie Monstrans stond op de longlist van de Diamanten Kogel.
Weg, de derde thriller met Kareem Zeiz in de hoofdrol, verscheen in 2014 en speelt zich af in de wereld van asielzoekers en illegalen. Typisch voor de Zeiz-thrillers is de vlijmscherpe maatschappelijke analyse: achter façades gaan kijken om de "schijncultuur" waarin we leven te ontmantelen. Weg werd genomineerd voor de Hercule Poirotprijs en de Diamanten Kogel.